# Inundatie (1944-1945)

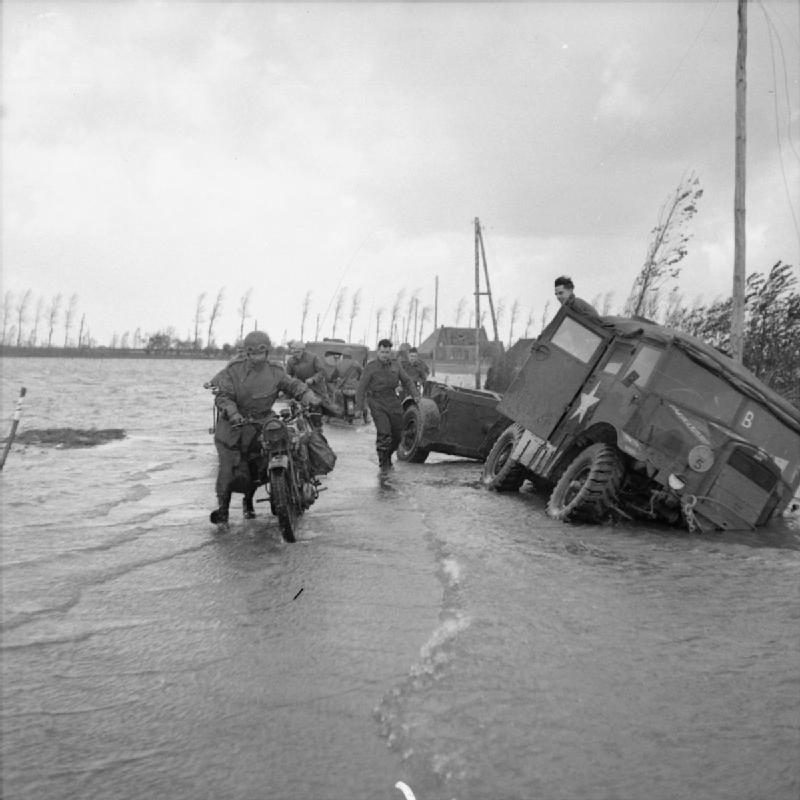
Britse troepen over een ondergelopen dijk, november 1944

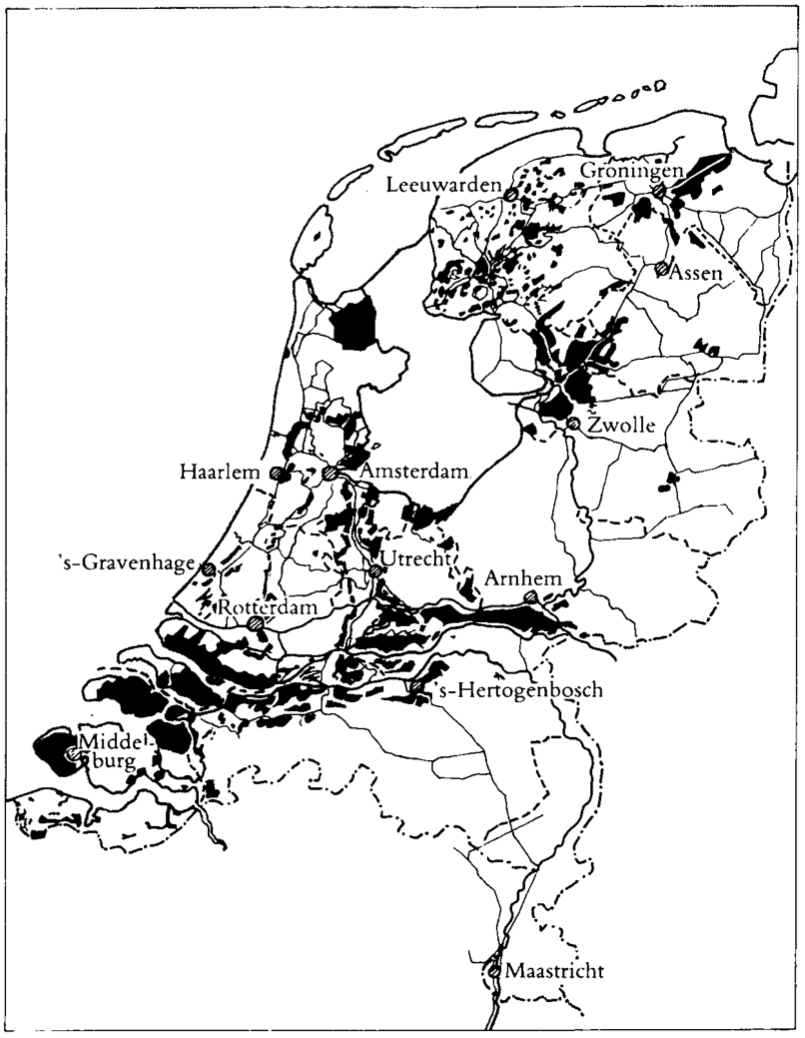
Inundatiegebieden ten tijde van de bevrijding

De inundatie van 1944-1945 werd door de Duitse bezetter in Nederland geïnitieerd om mogelijke aanvallen van de geallieerden af te slaan. In mei 1945 stond ongeveer 250.000 hectare (ha) ofwel 9% van het Nederlandse grondgebied onder water.

## Voorbereiding
Erwin Rommel, de inspecteur-generaal van de Atlantikwall, was begin 1944 tweemaal in Nederland om de mogelijkheden van inundatie te bespreken. Het Duitse leger had twee inundatielijnen in voorbereiding, namelijk:
- de Vordere Wasserstellung liep van Edam, langs de forten van de Stelling van Amsterdam, naar Alphen aan den Rijn, Gouda en Rotterdam.
- de Hintere Wasserstellung, volgde het traject van de Oude Hollandse Waterlinie. Deze verdediging was vooral bedoeld om een mogelijke aanval van de geallieerden uit het oosten van Nederland te verhinderen.

Het eerste inundatiebevel kwam op 11 februari 1944 en tot medio maart kreeg de bevolking de tijd weg te trekken uit de inundatiegebieden. Vooral gebieden in Noord-Holland en Zuid-Holland kwamen onder water te staan door de sluizen te openen en de gemalen stil te zetten.

## Uitvoering
In de zomer van 1944 had de Duitse Wehrmacht ruim 50.000 ha onder water gezet. Rondom Rotterdam en in een wijde cirkel rond Amsterdam werd het waterpeil opzettelijk omhoog gebracht. Delen van de Oude Hollandse Waterlinie in Utrecht ondergingen hetzelfde lot. Verder kwamen inundaties voor in de Kop van Overijssel, in Friesland en Groningen. Het gebrek aan brandstof voor de gemalen was voor een deel een oorzaak van de inundatie; met name in het noorden van Nederland heeft dit een rol gespeeld.
Na de verovering van Antwerpen in september 1944 werd de geallieerde dreiging in Zuidwest-Nederland groot en ter verdediging werden verschillende eilanden, waaronder Schouwen-Duiveland, Sint Philipsland en Tholen, met zeewater overstroomd.
De geallieerden waren verantwoordelijk voor de inundatie van Walcheren. In oktober 1944 bombardeerde de Engelse luchtmacht de zeedijk van Walcheren op vier plaatsen. Grote delen kwamen onder water te staan, waarna de Duitsers zich terugtrokken op de hoger gelegen delen van het eiland.
In december 1944 bliezen de Duitse troepen als onderdeel van Operatie Ooievaar de rivierdijk bij Elden op, om zo een gedeelte van de Betuwe onder water te zetten. Dit gedeelte was al door de Britten bevrijd. Bedoeling was het gedeelte tot de liniedijk bij Ochten-Kesteren onder water te zetten. Deze dijk hield echter geen stand tegen het water, waardoor het achterliggende gebied met de dorpen als Maurik en Lienden ook onder water stroomde. De dijk langs het nog in aanleg zijnde Amsterdam-Rijnkanaal kon dankzij noodmaatregelen het water nog net tegenhouden. Enkel kwelwater zette Zoelen nog iets onder water, maar de achterliggende plaatsen als Tiel, Geldermalsen, Gorinchem en Buren werden gespaard.
Het Duitse leger liet ten slotte op 17 april 1945 onontplofte geallieerde vliegtuigbommen in de dijk van de Wieringermeer exploderen waarmee nog eens 20.000 ha onder zoet IJsselmeerwater kwam te staan. De bevolking van 9000 personen was slechts enkele uren voor de explosie gewaarschuwd. Het was gedaan in opdracht van de bevelhebber van de festung Holland, generaal Johannes Blaskowitz met toestemming van rijkscommissaris Seyss-Inquart.
In de laatste weken voor de Duitse capitulatie was er grote angst dat diep gelegen polders die tot zover buiten de inundatie waren gebleven alsnog onder water zouden worden gezet, in lijn met de verschroeide-aardetactiek die de Wehrmacht toepaste. Dit is niet gebeurd, maar de schade als gevolg van de inundatie, met name waarbij zeewater was gebruikt, was groot.

## Schade door inundaties
Rond 250.000 ha van het grondgebied van Nederland werd door oorlogsomstandigheden onder water gezet. Met uitzondering van Walcheren – circa 16.000 ha – was dit het werk van het Duitse leger. Meer dan 80.000 ha werd met zeewater en de rest met zoet water geïnundeerd.
Met de inundaties werden vooral de provincies Gelderland (52.000 ha), Zuid-Holland (47.000), Zeeland (46.000) en Noord-Holland (40.000) getroffen. In de overige provincies was de schade ook duidelijk aanwezig: Utrecht (21.000), Overijssel (16.000), Groningen (14.000), Friesland (10.000) en ten slotte Noord-Brabant (12.000).

## Galerij

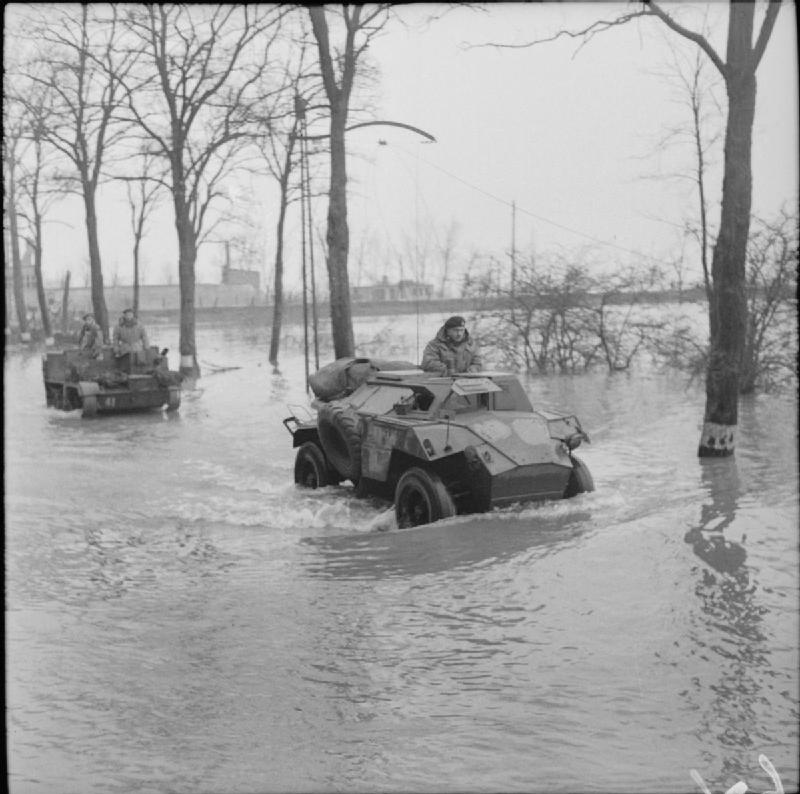
Britse troepen tussen Beek en Kranenburg.
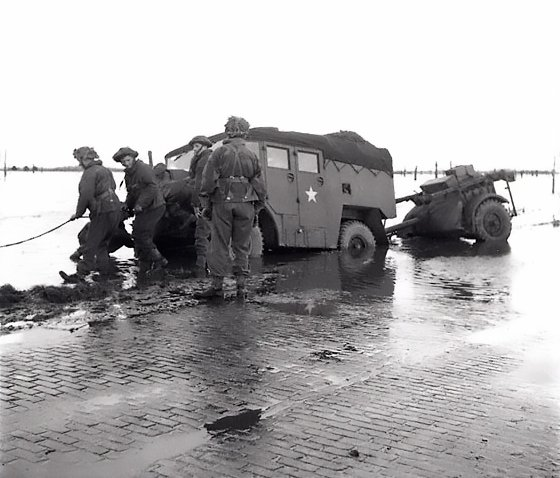
Een wagen van de weg geraakt in Beveland.
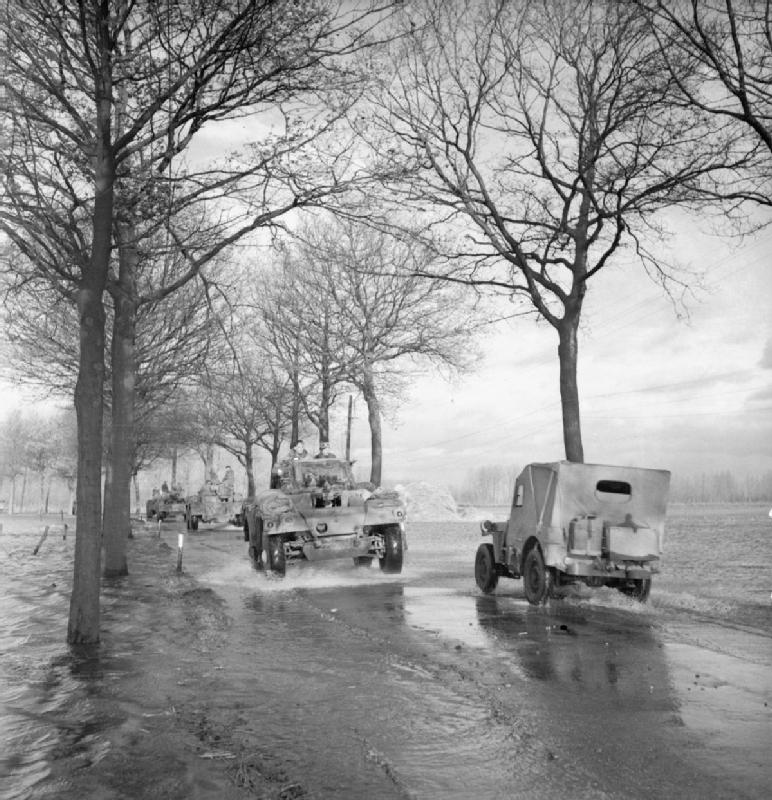
Britse troepen in Nederland
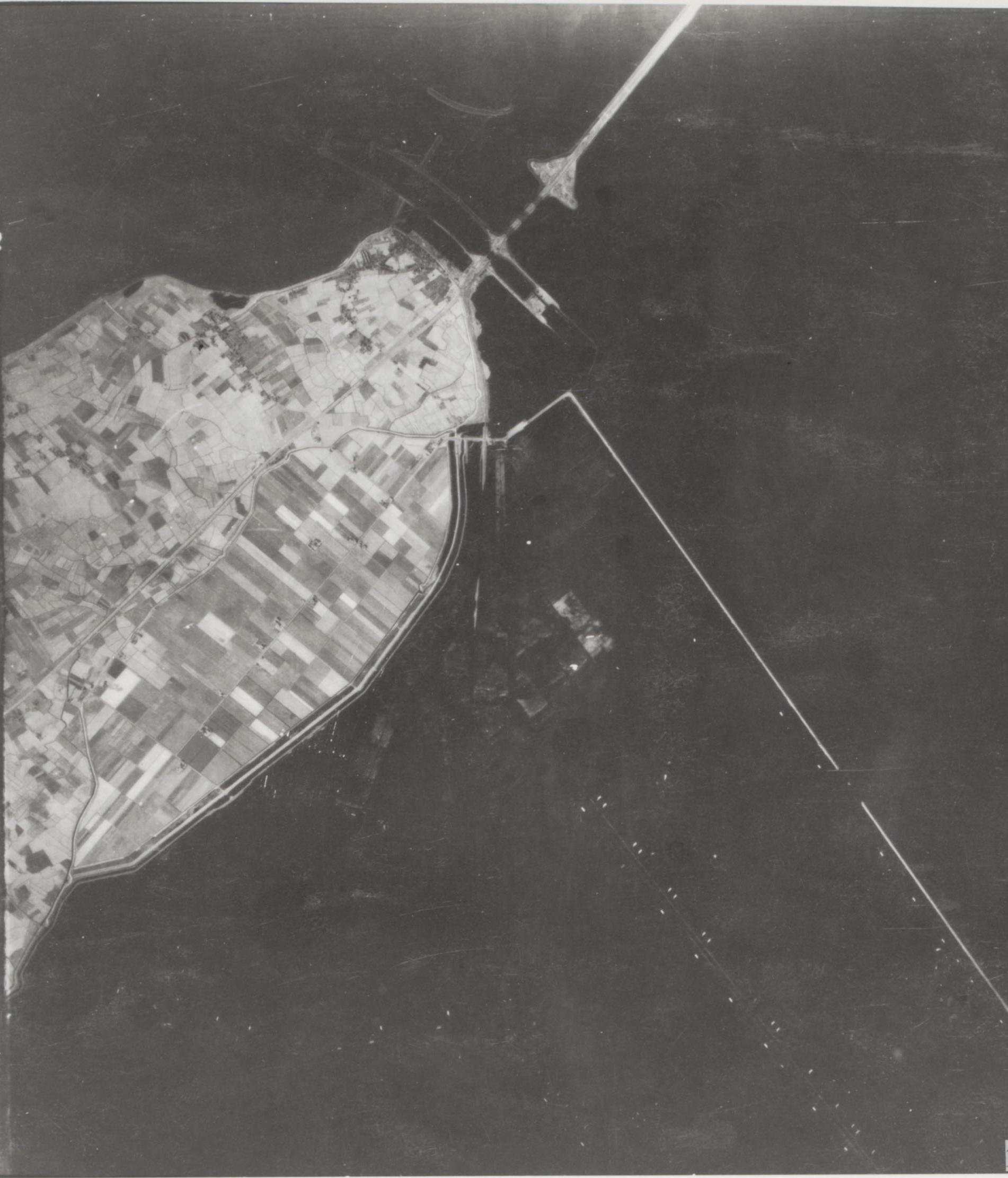
Luchtopname van de Wieringermeer onder water